# Dunia Montenegro
Dunia Montenegro (née le 5 juillet 1977) est une actrice pornographique et ancienne danseuse et strip-teaseuse brésilienne.
Elle réside à Barcelone, où elle a commencé sa carrière pornographique en septembre 2004. Elle remporte plusieurs prix nationaux puis européens au cours de sa carrière.

## Prix et nominations
- 2005 Prix Ninfa gagnante – Best Spanish Supporting Actress  – Qui Baisé Rocco?[2]
- 2006 Prix Ninfa gagnante – Most Original Sex Scene – Café Diablo (avec Max Cortés & Salma de Nora)[3],[4]
- 2007 Prix Ninfa gagnante - Best Supporting Spanish Actress - Talion[5]
- 2008 Prix Ninfa gagnante – Best Spanish Supporting Actress – La Résolution[6],[7]
- 2008 European X Award - Nomination pour la Meilleure Actrice et Meilleure Actrice espagnole